# 麥克道威縣 (北卡羅萊納州)
麥克道威縣（英語：McDowell County）是美國北卡羅萊納州西部的一個縣。面積1,156平方公里。根據美國2000年人口普查，共有人口42,151人。縣治馬里昂（Marion）。
成立於1842年。本縣紀念曾任美國獨立戰爭將領，曾任眾議員的約瑟夫·麥克道威（Joseph McDowell）。